# Påskljus

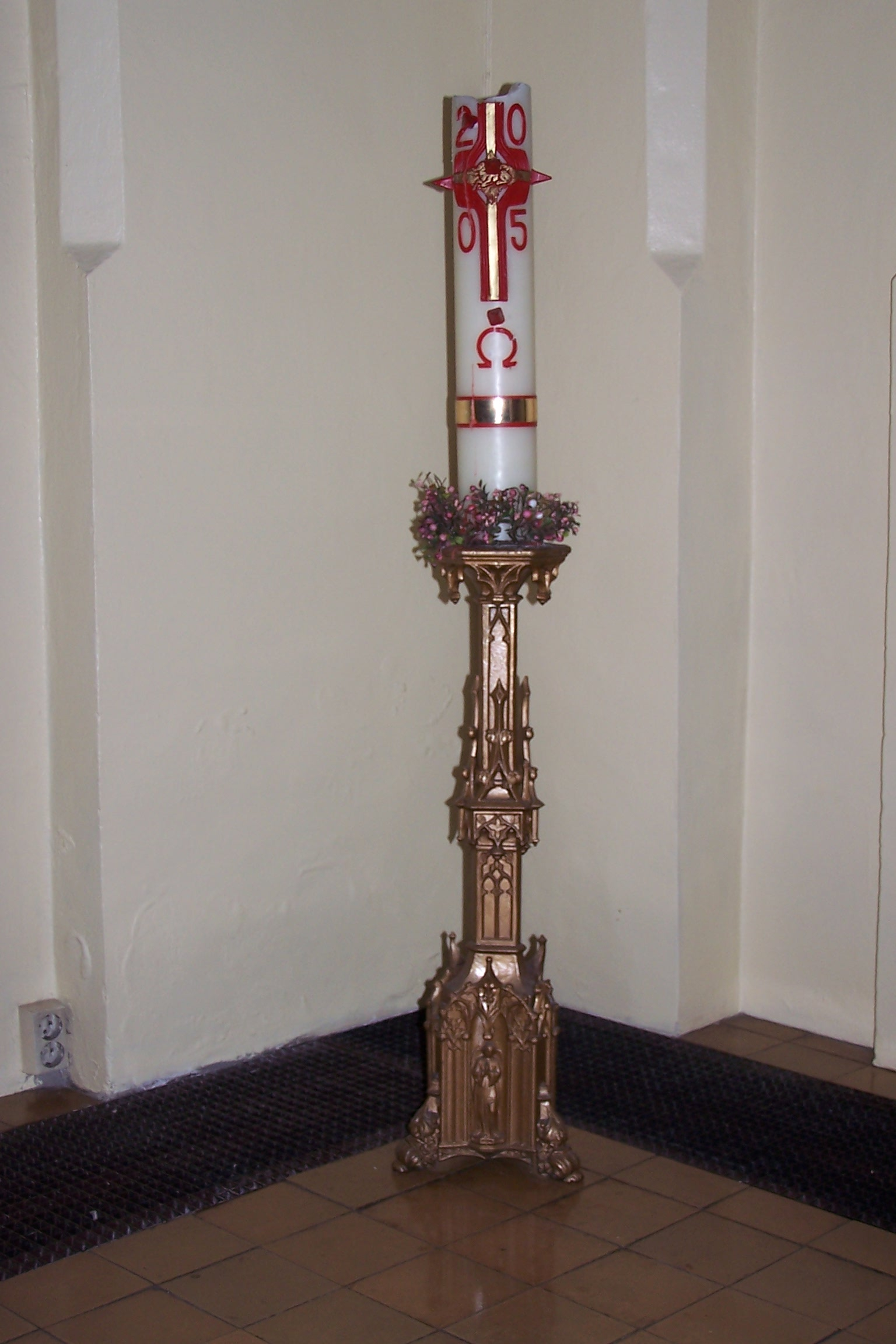
Påskljus i Sankt Olav domkirke, Oslo.

Påskljus är ett stort ljus som i det kristna påskfirandet tänds i kyrkan på påsknatten (eller påskdagen, om ingen påsknattsmässa firats i församlingen) och därefter vid alla gudstjänster fram till Kristi himmelsfärdsdag. Påskljuset symboliserar både eldstoden i öknen (2 Mos. 13) och Jesu uppståndelse.